# Neuenmarkt
Neuenmarkt er en købstad (markt) i Landkreis Kulmbach, Regierungsbezirk Oberfranken i den tyske delstat Bayern.

## Geografi
Neuenmarkt blev i 1971 slået sammen med den tidligere selvstændige kommune Hegnabrunn, og består nu, ud over Neuenmarkt, af disse landsbyer og bebyggelser:
| - Brandhaus - Eichmühle - Hegnabrunn - Lettenhof - Oberlangenroth | - Raasen - Reutlashof - Schlömen - See - Unterlangenroth |

## Historie
Neuenmarkt og Hegnabrunn nævnes første gang i 1398. Greverne af Orlamünde og det af dem grundlagte Kloster Himmelkron ejede store dele af begge kommuner. Det tidligere amt i det preußiske Fyrstedømmet Bayreuth kom efter Freden i Tilsit 1807 under Frankrig men kom i 1810 under Bayern. Allerede i 1848 fik Neuenmarkt jernbaneforbindelse; senere blev der også bygget jerbaneværksteder, der nu er blevet ramme om det Tyske Damplokomotivmuseum (Deutsches Dampflokomotiv-Museum).